# 八面槽

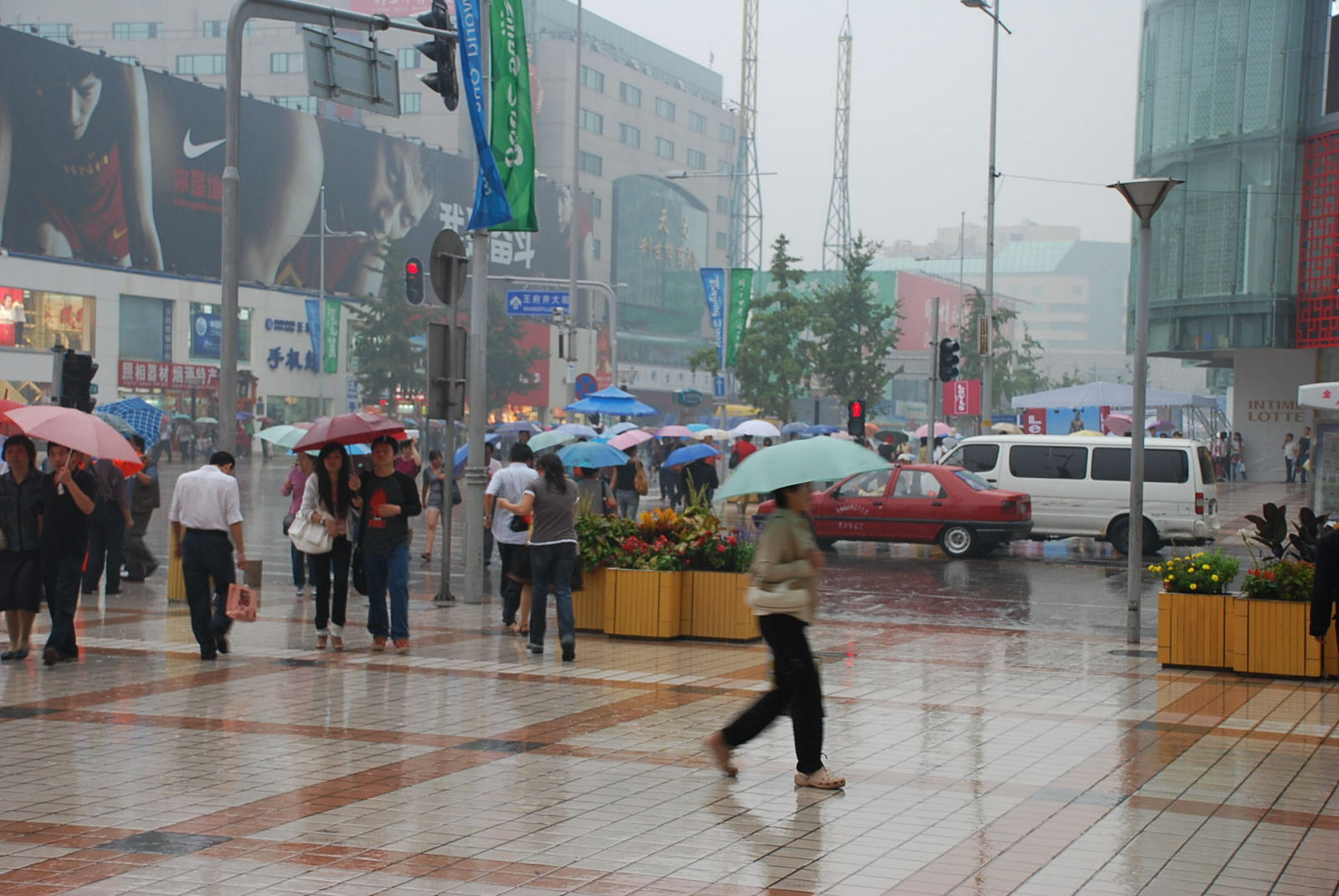
从新东安市场看八面槽

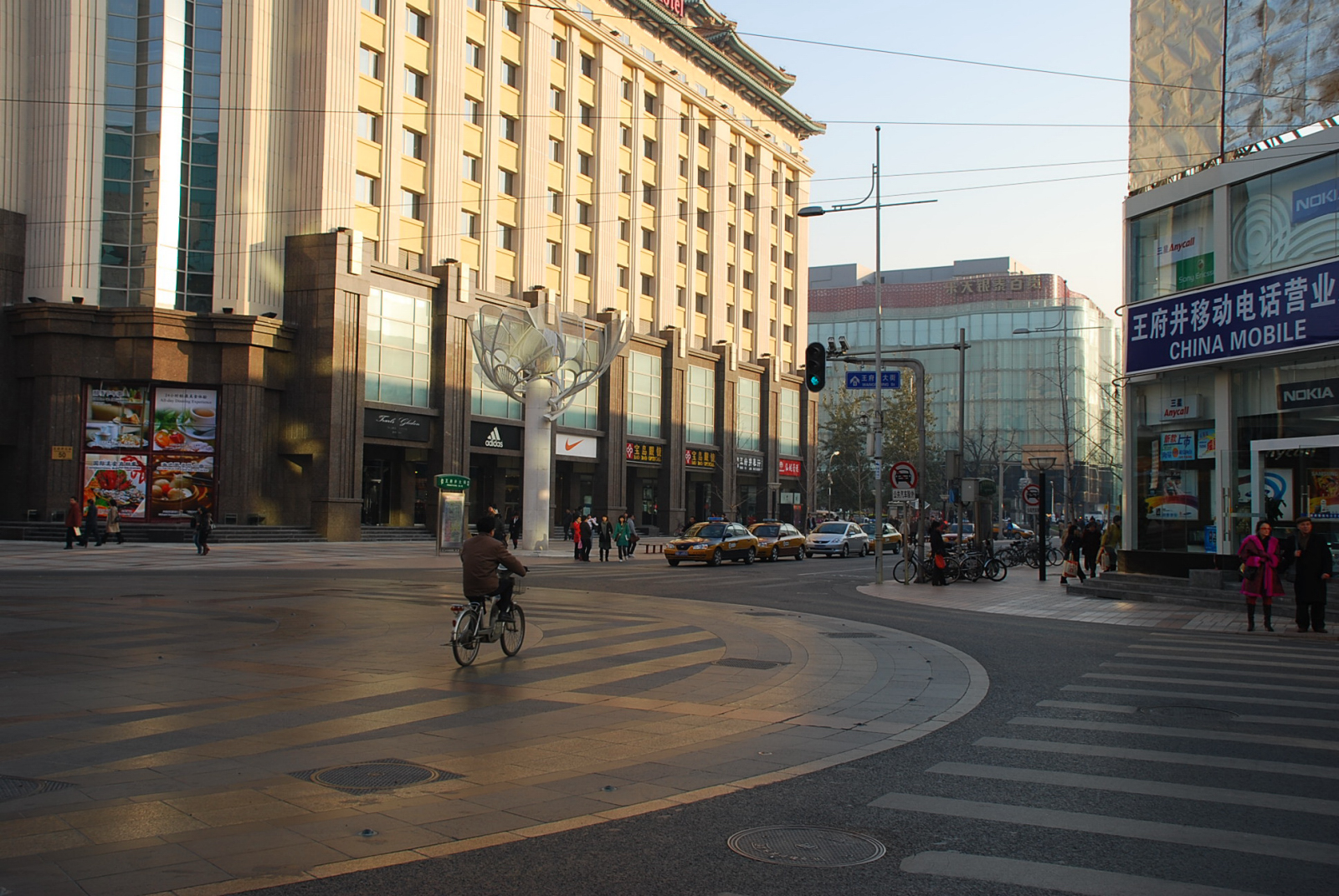
从灯市西口看八面槽

八面槽，北京地名，应指金鱼胡同西口至灯市口西口这一段街道，南北长一站地（约500米），现在为王府井大街的一部分。1915年，北洋政府绘制《北京四郊详图》时，指王府井中段为八面槽。据传在明代年间，在这条街中间的水井旁边有一八面形饮牲口石槽，八面槽故而得名。

## 有名建筑及单位
- 天主教东堂：八面槽南侧。因此也称为八面槽教堂。始建于清顺治十二年（1655年），光绪三十一年（1905年）重建。
- 北京天伦王朝酒店：八面槽最北侧。
- 利生体育用品商店：路西，到20世纪末一直是北京最大的体育用品商店。
- 王府井小学：原为八面槽小学：位于东堂对面。
- 鹿鸣春饭庄：八面槽南侧。
- 萃华楼饭庄：八面槽北侧。该地因建天伦王朝酒店，现在位于天伦王朝酒店一层。
- 外文书店：在文革及文革后期曾是国内很少的几家能够见到外文图书的商店，是北京当年的知识分子必去的地方，二楼有音像制品，可以买到少见的原版古典音乐的磁带。